# Group А

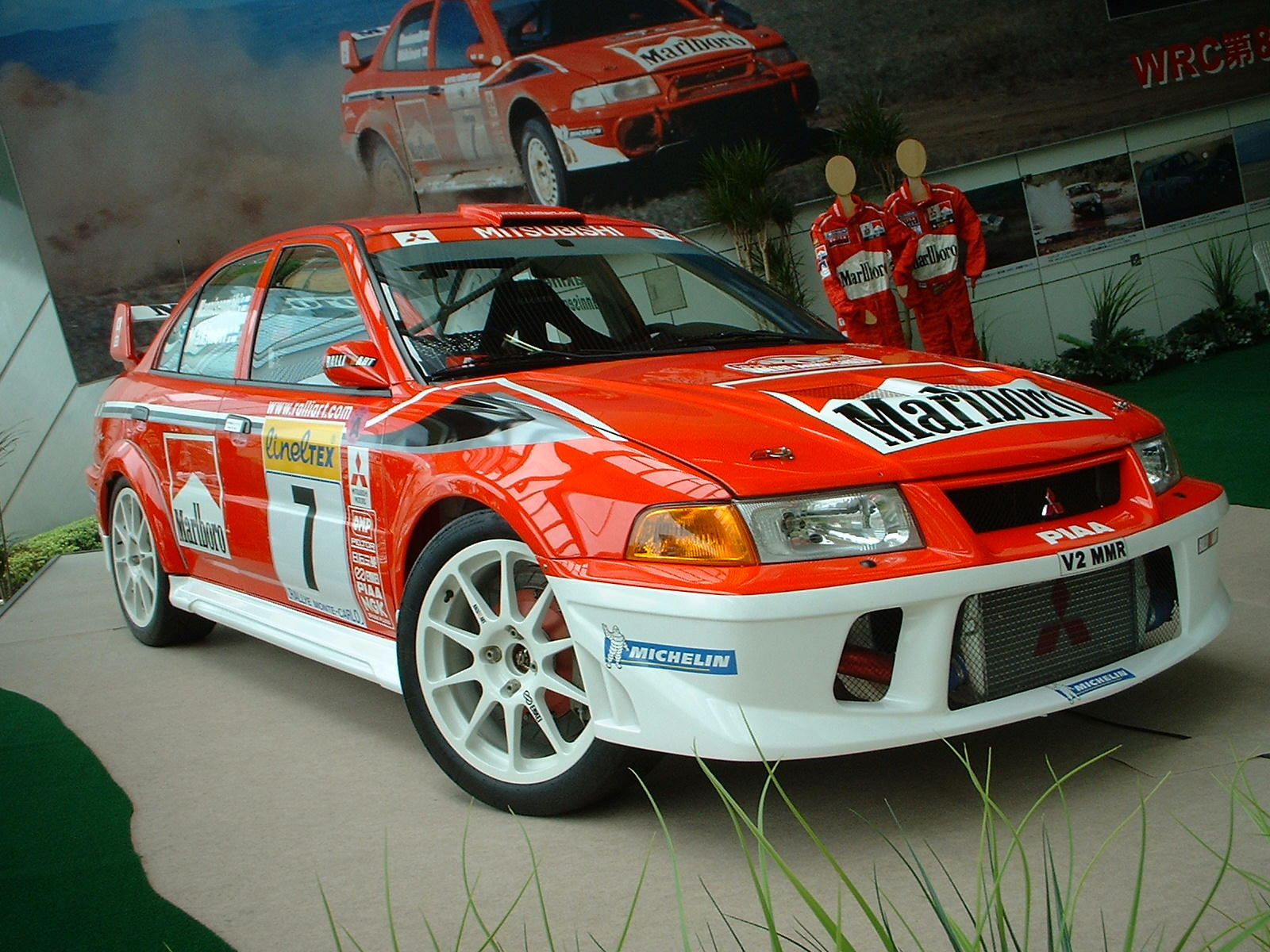
Mitsubishi Lancer Evolution VI, ралійний автомобіль для Group A

Group А (укр. Група А) — правила випущені FISA для дороблених легкових автомобілів, що беруть участь у кільцевих та ралійних автомобільних змаганнях. Вони були введені в 1982 році, коли FISA змінила систему класифікації гоночних автомобілів і нова категорія змінила Group 4 (допрацьовані серійні) автомобілі.

## Омологація
Для попадання в категорію виробник повинен щорічно випускати 2,500 автомобілів даної модифікації (наприклад, Subaru Impreza WRX), на базі моделі, яка випускається у кількості не менше 25,000 автомобілів на рік (наприклад, Subaru Impreza). До 1991 р. Правила вимагали випуску не менше 5,000 автомобілів даної модифікації (наприклад, BMW M3), без зв'язку з випуском базової моделі, але на гонки допускаються автомобілі, створені на базі «еволюційної» серії, випущеної тиражем не менше 500 машин (наприклад, BMW M3 Evo, Mercedes-Benz W201 Evo, Nissan Skyline GT-R NISMO). При цьому повинні були зберігатися певні елементи, наприклад, дверні секції та панель приладів.
Втім, деякі виробники, створивши «еволюційні» партії, не випускали їх у продаж цілком, воліючи зберігати як джерело запасних частин для відновлення гоночних автомобілів. Наприклад Volvo в 1985 р. після виробництва 500 автомобілів модифікації 240 Turbo видали 477 автомобілів спеціального оснащення і продали як звичайні дорожні 240 Turbo, в результаті після того, як FISA не виявила машини омологічної партії в магазинах Volvo, вона повинна була назвати імена всіх власників машин «Evo», щоб отримати омологацію. Ford, продавши всі 500 машин еволюційної партії RS500 своєї моделі Sierra Cosworth, виявив у правилах, що може використовувати корпус звичайної тридверної Sierra (вже знята з виробництва), на яку можна встановити обладнання машин еволюційної партії.

## Кільцеві гонки

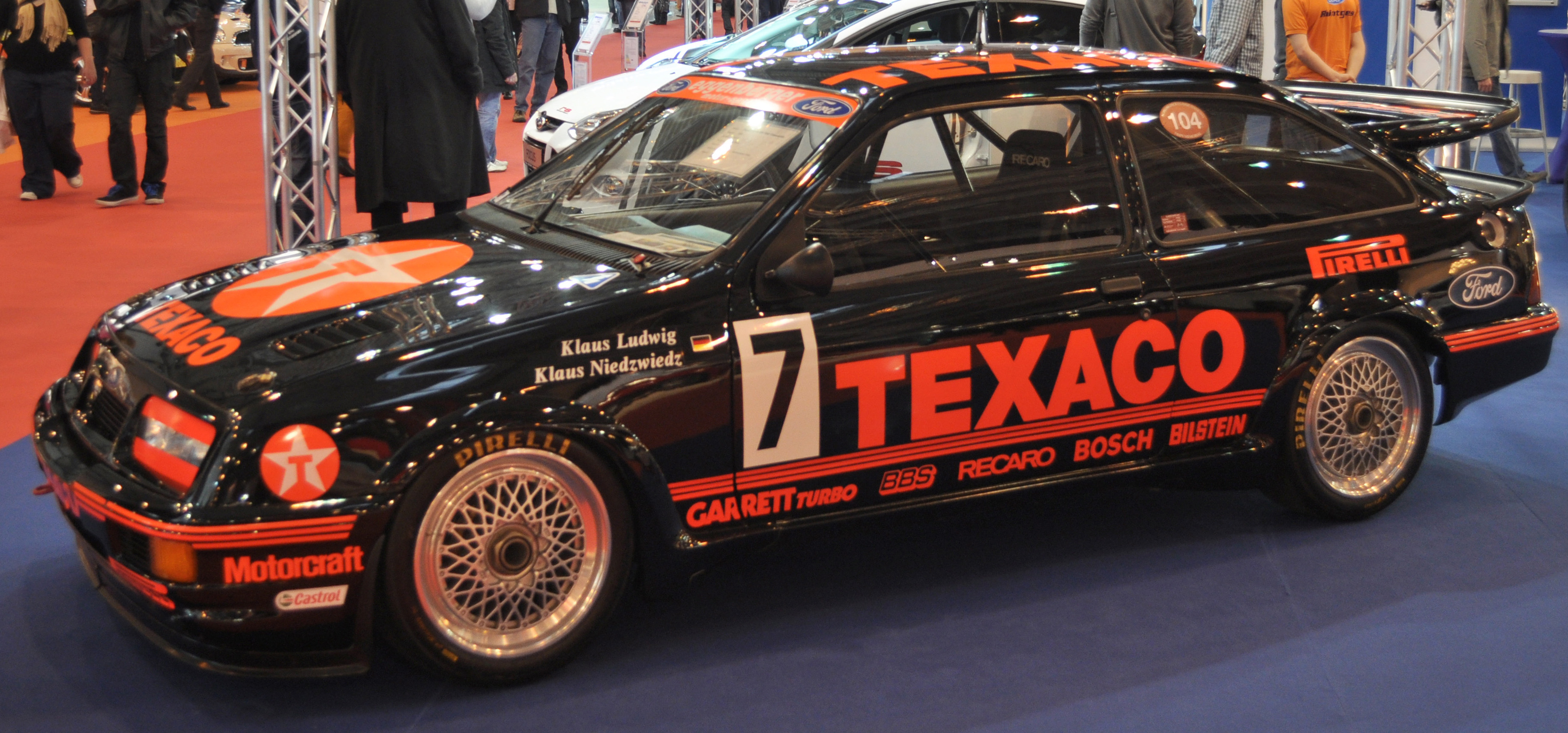
Ford Sierra RS500.

В Європейському кузовному чемпіонаті (European Touring Car Championship) Group А була представлена 3 дивизіонами — з робочим об'ємом двигуна до 1600 см³, 1600—2500 см³ та понад 2500 см³. Автомобілі несли кузов та аеродинамічні елементи як на автомобілях еволюційної серії, що змушувало виробника випускати новинки для всієї партії, якщо він хоче застосувати їх у гонках. Допустима ширина шин визначається також за об'ємом двигуна.
Group А завершила своє існування в 1994 році, коли німецький Deutsche Tourenwagen Meisterschaft (DTM) перейшов на правила Класу 1, а інші кузовні чемпіонати почали переходити на правила Супертуризму Британського кузовного чемпіонату (British Touring Car Championship). Дводверні автомобілі японських чемпіонатів, що володіють потужними двигунами (Nissan Skyline, Toyota Supra), перейшли в Японський чемпіонат Гран Туризмо (JGTC). В 1993 р. в Австралійському чемпіонаті (Australian Touring Car) відмовилися від правил Group А на користь правил V8 Supercars і Super Touring Cars одночасно. Нині правила Group А використовуються лише в змаганнях з підйому на пагорб в Європі.

## Ралі
У Чемпіонаті Світу з ралі в Group А з'явилися повнопривідні і турбокомпрессорні версії таких автомобілів, як Lancia Delta Integrale, Toyota Celica GT-Four, Nissan Pulsar GTI-R, Subaru Impreza WRX і Mitsubishi Lancer Evolution. Group А стала основною ралійною категорією в 1986 році, коли після ряду серйозних аварій була заборонена Group B, в якій виступали потужні машини, фактично силует-прототипи, і до 1996 року, коли були введені правила WRC. У національних чемпіонатах правила Group А діють досі. Омологаційна партія складала 5,000 автомобілів до 1993 року і 2,500 автомобілів після. Автомобілі для участі у гонці піддаються доробкам з метою збільшення крутного моменту, підсилення підвісок за різними умовами ралі — асфальт, гравій, сніг і лід Північної Європи.